# Сибирская митрополия
Сиби́рская митропо́лия — каноническая и административная структура Русской Древлеправославной церкви с центром в городе Улан-Удэ.
Объединяет общины и религиозные группы древлеправославных христиан, проживающих в Сибири, Восточном Казахстане, Забайкалье и на Дальнем Востоке.
Решением Архиерейского собора РДЦ от 22-25 декабря 2015 года Сибирская епархия была возведена в ранг митрополии.

## Благочиния
- Забайкальское благочиние — благочинный протоиерей Сергий Палий[2];
- Западносибирское благочинье — благочинный протоиерей Андрей Марченко;

## Митрополиты
- Сергий (Попков) (с 27 февраля 2005[3])